# Mastodonthöna
Mastodonthöna (Sylviornis neocaledoniae) är en förhistorisk utdöd flygoförmögen fågel i den likaledes utdöda familjen mastodonthöns inom ordningen hönsfåglar som tidigare förekom på ön Nya Kaledonien.

## Kännetecken

### Utseende
Även om mastodonthönan lever kvar i muntliga berättelser bland ursprungsfolket Kanak på Nya Kaledonien finns inga historiska rapporter om dess utseende. Däremot finns ett stort antal subfossila lämningar. Mastodonthönan var som namnet antyder en mycket stor fågel, 1,2 till 1,6 meter hög och med en vikt på upp till 40 kg. Den är den kraftigaste hönsfågel som någonsin funnits. 
Skallen var stor med en hög och från sidan ihoppressad näbb med en benaktig knopp ovanpå. Benen var relativt korta, men hade starka tår med långa naglar. Skelettet har ett antal udda företeelser som skiljer mastodonthönan från alla andra fåglar: nyckelbenen sitter inte ihop med gaffelbenet, antalet svanskotor är ovanligt högt samt både bröstkorg och bäcken såg nästan dinosaurielikt ut. Fågeln var flygoförmögen och vingarna reducerade till korta stumpar.

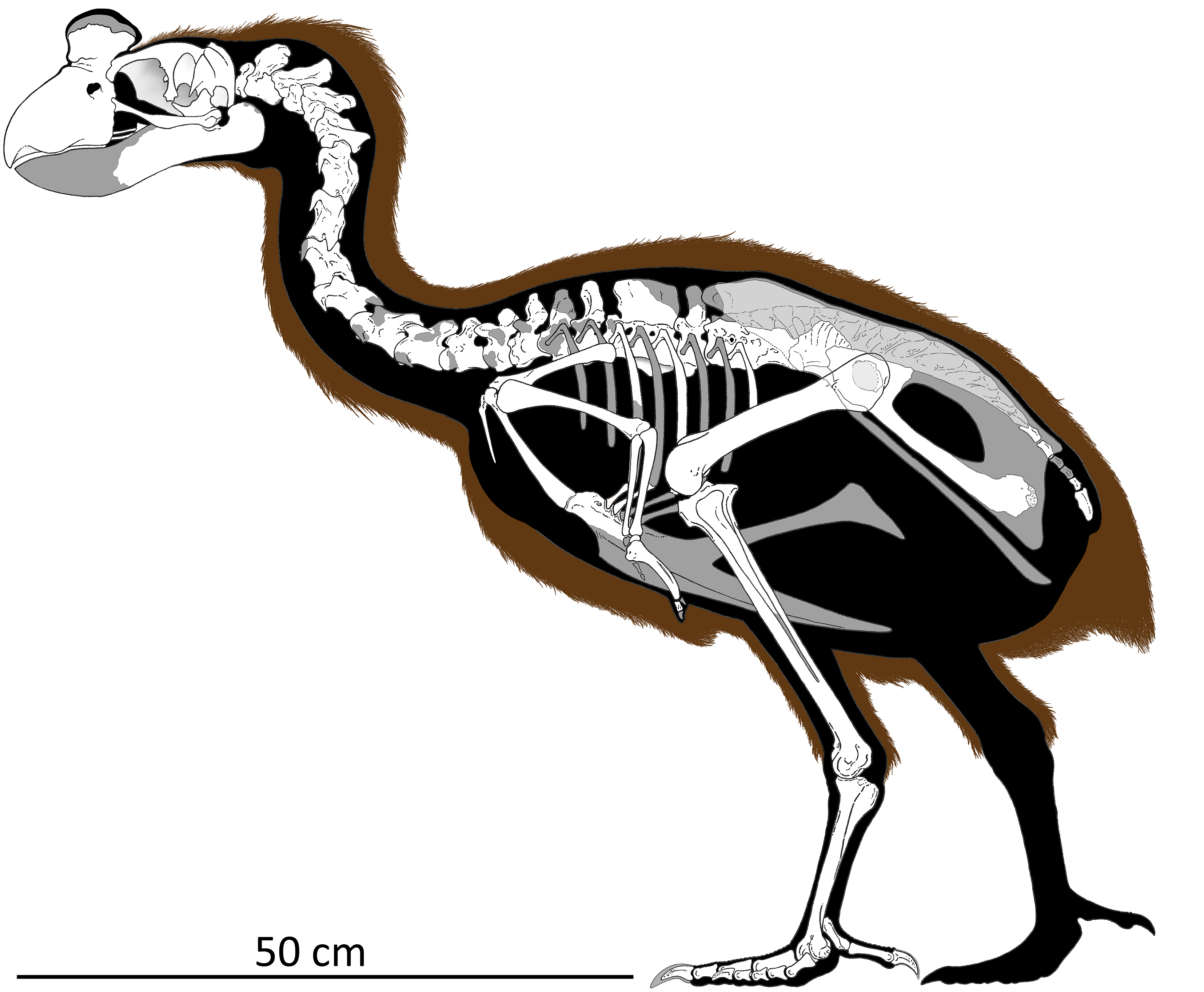
Återskapande av mastodonthönans skelett.

### Beteende
En stor andel, ibland upp till 50%, av mastodonthönans lämningar som hittats var juvenila fåglar. Utifrån detta har det föreslagits att fågeln hade en kull på minst två ägg, troligen upp till tio, och att dess livslängd inte var så mycket längre än fem till sju år, vilket är väldigt kort för en fågel i den storleken. 
Initialt trodde man att mastodonthönan inte ruvade äggen utan byggde en värphög på samma sätt som storfotshöns. Högar upp till fem meter höga och 50 meter breda funna på Île des Pins troddes härröra från mastodonthönan, men efter att fågeln visats sig endast vara avlägset släkt med storfotshönsen är sannolikheten att den skulle bygga värphögar likt dessa inte så sannolikt.

### Ekologi
Hur mastodonthönan levde finns det lite kunskap om. Den var troligen ett trögt betesdjur. Näbbens och fötternas uppbyggnad tyder på att den till stor del levde av rötter som den grävde upp. Andra argumenterar för att den var ett rovdjur som levde på invertebrater.

## Systematik
Ursprungligen trodde man att fågeln tillhörde ratiterna (strutsliknande fåglar som kasuarer, strutsar och emuer), därefter storfotshönsen. Studier visar dock att den tillsammans med starknäbbad jättehöna utgjorde avlägsen gren av hönsfåglarna och placeras därför numera i den egna familjen mastodonthöns.

## Mastodonthönan och människan
Fågeln jagades till döds av Lapitafolket som kom till Nya Kaledonien runt år 1500. Den kan också ha jagats av hundar och grisar som människan förde med sig.
Mastodonthönan lever vidare i muntliga traderingar i vilka det berättas om en aggressiv, relativt snabb roströd fågel med en stjärnformad hjälm på huvudet som mellan november och april lade ett ägg den inte ruvade.